# Strange Fruit (skivbolag)
Strange Fruit var ett tyskt skivbolag. Bolaget var specialiserat mot indierock och emo och har gett ut skivor av artister som Moonbabies, Buck och Starmarket.

### Fotnoter
1. ↑  ”Strange Fruit”. Discogs.com. http://www.discogs.com/label/Strange+Fruit+%282%29. Läst 3 april 2012.